# Meister der Ashmolean-Predella

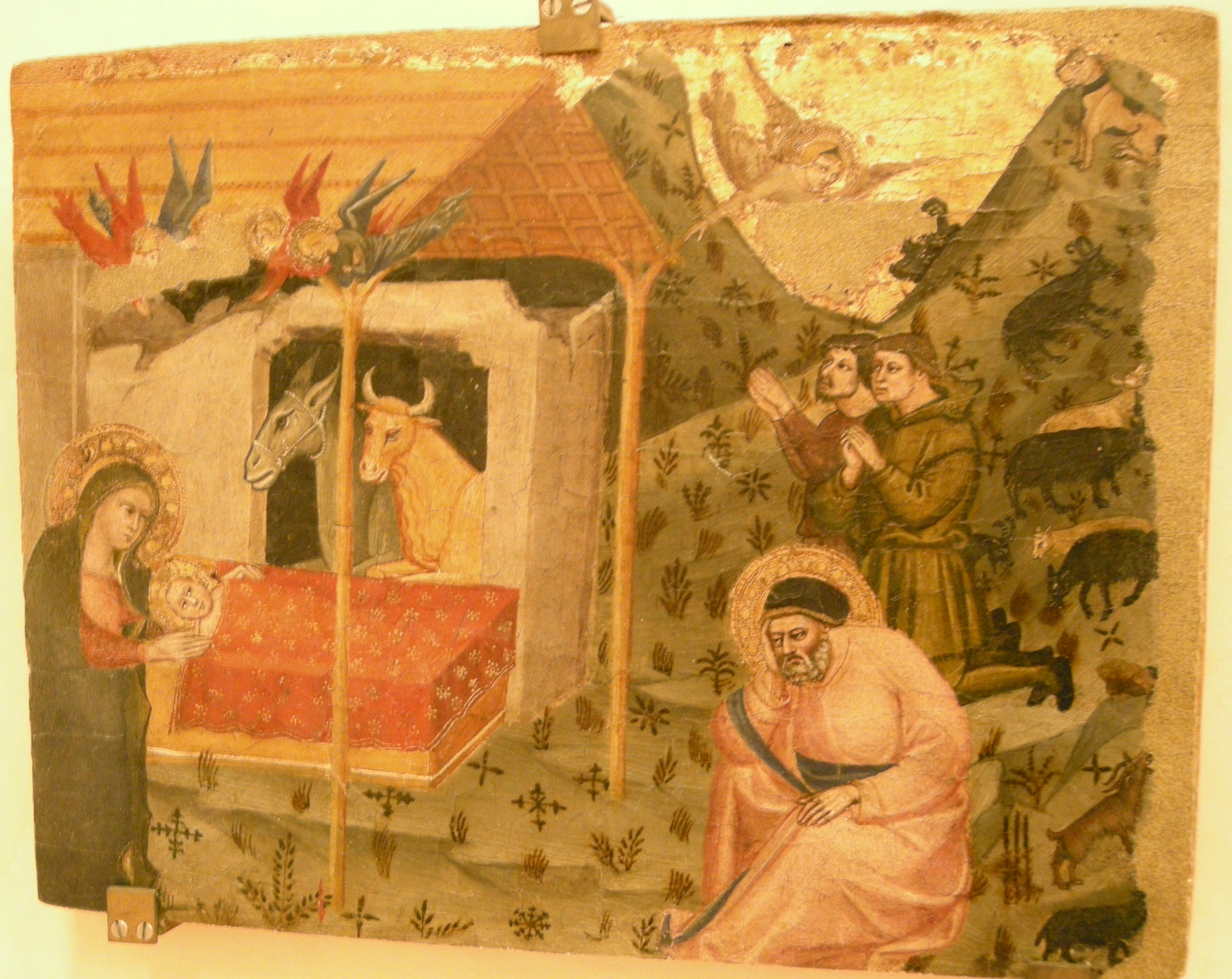
Meister der Ashmolean-Predella: Geburt Christi, um 1500, Museo Bandini

Der Meister der Ashmolean-Predella war ein mittelalterlicher Maler, der um 1400 in Florenz tätig war. Der namentlich nicht bekannte  Künstler erhielt seinen Notnamen nach der von ihm geschaffenen Predella, die sich heute im  Ashmolean Museum in  Oxford befindet. Sie zeigt die Geburt Mariens.  
Der Meister der Ashmolean-Predella gilt als ein Nachfolger Orcagnas und steht weiter stilistisch Andrea di Cione nahe. Einige wenige andere Bilder werden ihm zugewiesen.